# Temple protestant de Saint-Avold
Le temple protestant se situe dans la commune française de Saint-Avold, dans l'est du département de la Moselle.

## Histoire

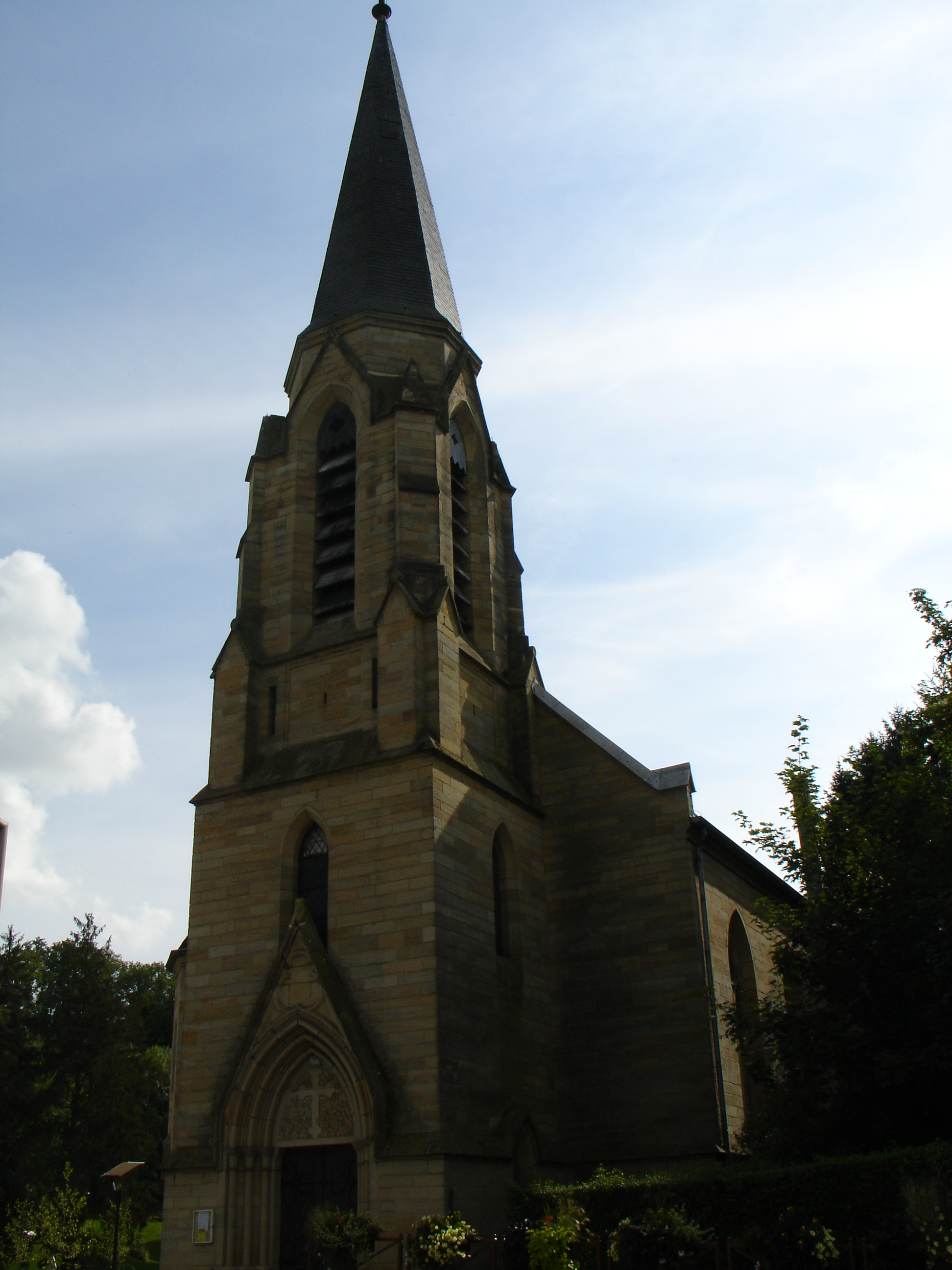
Le clocher du temple.

L'introduction des idées de la Réforme protestante ne modifie pas les habitudes religieuses de la cité naborienne aux XVIe et XVIIe siècles. Cependant, l'annexion de 1871 provoque l'arrivée en grand nombre de militaires prussiens, ceci entraînant un développement fulgurant du nombre de protestants en ville. Le temple de la garnison est ainsi construit en 1889, à mi-chemin entre l'église abbatiale Saint-Nabor et la basilique Notre-Dame-de-Bon-Secours.